# Moesa (flod)
Moesa är ett vattendrag i Schweiz. Det ligger i den sydöstra delen av landet, 150 km sydost om huvudstaden Bern.
I omgivningarna runt Moesa växer i huvudsak blandskog. Runt Moesa är det ganska glesbefolkat, med 43 invånare per kvadratkilometer.